# 赤井鬼介
赤井 鬼介（あかい おにすけ、1932年 - 1999年）は、日本の脚本家、編集者。本名：宮崎 英明。立教大学経済学部卒。赤井企画代表取締役社長。

## 人物
東宝撮影所特殊技術演出助手を経て、円谷プロダクション企画室の出向社員として入社。『ウルトラセブン』や『戦え! マイティジャック』の脚本を担当し、『ウルトラセブン』第11話「魔の山へ飛べ」では友人の金城哲夫、上原正三と共に地球防衛軍メディカル・センターの医師役としてカメオ出演。
その他、東宝演劇の宣伝プロデューサーや、信州大学の非常勤講師、池田町図書館の館長を勤めた。

## 主な参加作品

### 監督助手
※全てノンクレジット
- 青島要塞爆撃命令（1963年）
- 海底軍艦（1963年）
- モスラ対ゴジラ（1964年）
- フランケンシュタイン対地底怪獣（1965年）[1]
- ゼロ・ファイター 大空戦（1966年）
- フランケンシュタインの怪獣 サンダ対ガイラ（1966年）
- ゴジラ・エビラ・モスラ 南海の大決闘（1966年）

### 脚本
- ウルトラセブン 第21話「海底基地を追え」（1968年）
- 戦え! マイティジャック（1968年）
  - 第5話「マリアの像を追いかけろ!!」（1968年）
  - 第9話「地底の悪魔をたたきだせ!」（1968年）
  - 第10話「消えた王女の謎を解け!!」（1968年）

※第9・10話は小滝光郎と共同

### 出演
- ウルトラセブン 第11話「魔の山へ飛べ」（1967年） - メディカルセンター医師

## 赤井鬼介（に該当する役）を演じた俳優
テレビドラマ
- 畑嶺明（『私が愛したウルトラセブン』、1993年） - 役名は赤井景介